# Totalafholdenhedsselskabet
Totalafholdenhedsselskabet (Helnykterhetssällskapet) var Danmarks första nykterhetsförening, bildad i Köpenhamn den 3 september 1843, på initiativ av läraren Ole Syversen.
Totalafholdenhedsselskabet hade över 600 medlemmar, huvudsakligen bosatta i Köpenhamn.
Men man hade även en lokalavdelning i Viborg. 
Totalafholdenhedsselskabet utgav veckotidningen Menneskevennen och startade 1847 en alkoholfri restaurang på Kultorvet i Köpenhamn. 
Samma år dog Syversen plötsligt och 1848 gick föreningen och dess restaurang i konkurs.